# Badminton-Europameisterschaft für Behinderte 2010
Die Badminton-Europameisterschaft für Behinderte 2010 fand vom 22. bis zum 24. Mai 2010 in Filzbach statt.

## Medaillengewinner
| Disziplin          | Gold                                      | Silber                             | Bronze                              |
| ------------------ | ----------------------------------------- | ---------------------------------- | ----------------------------------- |
| Herreneinzel W2    | David Toupé                               | Thomas Wandschneider               | Sébastien Martin                    |
| Herreneinzel W2    | David Toupé                               | Thomas Wandschneider               | Avni Kertmen                        |
| Herreneinzel W3    | Amir Levi                                 | Makbal Shefanya                    | Siegmund Mainka                     |
| Herreneinzel W3    | Amir Levi                                 | Makbal Shefanya                    | Jose Guillermo Lama                 |
| Herreneinzel STL2  | Oleg Dontsov                              | Juan Antonio Ramirez               | Gustaaf Maassen                     |
| Herreneinzel STL2  | Oleg Dontsov                              | Juan Antonio Ramirez               | Marat Akhmatgireev                  |
| Herreneinzel STL2a | Katrin Seibert                            | Jens Behnke                        | Simon Cruz                          |
| Herreneinzel STL2a | Katrin Seibert                            | Jens Behnke                        | Evgeny Khodakov                     |
| Herreneinzel STL3  | Oded Habshush                             | Daniel Lee                         | Bruno Forbes                        |
| Herreneinzel STL3  | Oded Habshush                             | Daniel Lee                         | Eli Keradi                          |
| Herreneinzel STU4  | Sebastian Müller                          | Mikhail Chiviksin                  | Graham High                         |
| Herreneinzel STU5  | Pavel Dobrynin                            | İlker Tuzcu                        | Frank Dietel                        |
| Herreneinzel STU5  | Pavel Dobrynin                            | İlker Tuzcu                        | Eyal Bachar                         |
| Herreneinzel STD7  | Oliver Clarke                             | Niall McVeigh                      | Krysten Coombs                      |
| Herreneinzel STD7  | Oliver Clarke                             | Niall McVeigh                      | Alexander Mekhdiev                  |
| Dameneinzel W2     | Karin Suter-Erath                         | Nina Gorodetzky                    | Sonja Häsler                        |
| Dameneinzel W2     | Karin Suter-Erath                         | Nina Gorodetzky                    | Sofia Balsalobre                    |
| Dameneinzel W3     | Ilse van de Burgwal                       | Anneke Wansink Lingen              | Monika Meinhold                     |
| Herrendoppel W2    | Avni Kertmen Thomas Wandschneider         | Sébastien Martin David Toupé       | Pavel Popov Yury Stepanov           |
| Herrendoppel W2    | Avni Kertmen Thomas Wandschneider         | Sébastien Martin David Toupé       | Javier Fernandez Roberto Galdos     |
| Herrendoppel W3    | Amir Levi Makbal Shefanya                 | Gobi Ranganathan Marcel Smouter    | Jousef Hussein Siegmund Mainka      |
| Herrendoppel STD7  | Oliver Clarke Andrew Martin               | Krysten Coombs Niall McVeigh       | Shaun Dunford Jack Gambrill         |
| Herrendoppel STL2  | Jens Behnke Katrin Seibert                | Simon Cruz Juan Antonio Ramirez    | Muammer Cankaya Nail Jarvie         |
| Herrendoppel STL2  | Jens Behnke Katrin Seibert                | Simon Cruz Juan Antonio Ramirez    | Hendrik Boerman Gustaaf Maassen     |
| Herrendoppel STL3  | Oded Habshush Eli Keradi                  | Bruno Forbes Daniel Lee            | Eduard Barkanow Oleg Dontsov        |
| Herrendoppel STU5  | Frank Dietel Antony Forster               | Tunahan Eser İlker Tuzcu           | Eyal Bachar Jonathan Levy           |
| Herrendoppel STU5  | Frank Dietel Antony Forster               | Tunahan Eser İlker Tuzcu           | Sebastian Müller Dmitry Petukhov    |
| Damendoppel W3     | Ilse van de Burgwal Anneke Wansink Lingen | Sonja Häsler Karin Suter-Erath     | Shulamit Dahan Nina Gorodetzky      |
| Damendoppel W3     | Ilse van de Burgwal Anneke Wansink Lingen | Sonja Häsler Karin Suter-Erath     | Sofia Balsalobre Marta Rodriguez    |
| Mixed W2           | David Toupé Sonja Häsler                  | Shimon Shalom Nina Gorodetzky      | Thomas Wandschneider Ulrike Kriebel |
| Mixed W2           | David Toupé Sonja Häsler                  | Shimon Shalom Nina Gorodetzky      | Javier Fernandez Sofia Balsalobre   |
| Mixed W3           | Marcel Smouter Anneke Wansink Lingen      | Jousef Hussein Ilse van de Burgwal | Siegmund Mainka Monika Meinhold     |